# Special Interest Group on Computer Graphics and Interactive Techniques
Le Special Interest Group on Computer Graphics and Interactive Techniques (SIGGRAPH) est le pôle d'intérêt commun de l'ACM dans le domaine du graphisme et de l'infographie.
Fondé en 1969 par Andries van Dam, ce pôle organise tous les ans une conférence connue dans la communauté anglo-saxonne sous l'appellation SIGGRAPH.